# Francesco Pacelli

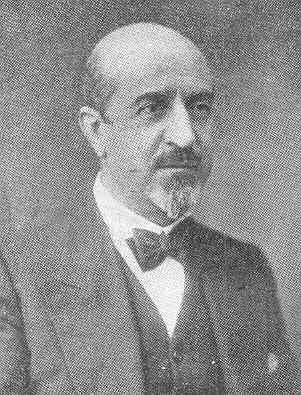
Francesco Pacelli in 1922

Francesco Pacelli (Rome, 27 februari 1874 – Rome, 22 april 1935) was een advocaat van het Vaticaan. Hij speelde een rol bij de totstandkoming van de Lateraanse Verdragen in samenspraak met kardinaal Pietro Gasparri. Francesco was de oudere broer van de latere paus Pius XII, Eugenio Pacelli.

## Levensloop
Francesco was het tweede kind van Filippo Pacelli en Virginia Graziosi. Zijn vader was als advocaat verbonden aan de Sacra Rota Romana, een rechtbank binnen het Vaticaan. Zijn grootvader, Marcantonio Pacelli, was minister van financiën geweest onder paus Gregorius XVI en onderminister van binnenlandse zaken onder paus Pius IX van 1851 tot 1870. Hij stichtte de L'Osservatore Romano op 20 juli 1860.
Francesco was deken van advocaten van de Rota en juridisch adviseur van paus Pius XI. In zijn dagboek, Diario della Conciliazione, had hij details en moeilijkheden beschreven die gepaard gingen met de onderhandelingen over het verdrag tussen de Heilige Stoel en Italië vanuit het perspectief van het Vaticaan; Francesco was belast met de dagelijkse onderhandelingen van de Lateraanse Verdragen. Met Pius XI had Francesco meer dan tweehonderd audiënties, waarin de twintig verschillende ontwerpakkoorden werden besproken om zo tot de definitieve versie te kunnen komen.
Op 11 februari 1929 zou de ondertekening van de verdragen plaatsvinden, die op 7 juni 1929 geratificeerd werden. Hiermee kwam een einde aan de Romeinse kwestie. Als dank voor zijn inzet schonk Pius XI aan Francesco de erfelijke titel van markies. Postuum zou aan Francesco door de koning van Italië de titel prins worden gegeven.
Na de afsluiting van de verdragen trok Francesco zich om gezondheidsredenen grotendeels terug uit de dienst van het Vaticaan. In die periode woonde ook zijn broer Eugenio, die pas aangesteld was als kardinaal-staatssecretaris in het Vaticaan, tijdelijk bij hem in omdat er in het Vaticaan renovatiewerkzaamheden werden uitgevoerd aan de nieuwe verblijfsvertrekken van Eugenio binnen het Vaticaan.
In 1935 overleed Francesco Pacelli op 61-jarige leeftijd ten gevolge van een hartkwaal.

## Huwelijk
Francesco Pacelli was getrouwd met Luigia Filippini Lera (overleden op 21 augustus 1920). Uit dit huwelijk werden de volgende kinderen geboren:
- Carlo (29 november 1903–6 augustus 1970), getrouwd met Marcella Benucci
- Giuseppe (6 augustus 1905–31 maart 1928), jezuïet
- Marcantonio (16 mei 1907-2006), getrouwd met Gabriella Ricci Bartoloni
- Giulio (11 mei 1910–9 oktober 1984), getrouwd met Piera Bombrini